# Arthropodium
Arthropodium je biljni rod iz porodice šparogovki, dio potporodice Lomandroideae. Sastoji se od 15 vrsta rizomatskih i gomoljastih geofita rasprostranjenih po Madagaskaru (1), Australiji (4), Novom Zelandu (4) i Novoj Kaledoniji (2).

## Vrste
1. Arthropodium bifurcatum Heenan, A.D.Mitch. & de Lange
2. Arthropodium boreale P.F.Horsfall & Jian Wang ter
3. Arthropodium caesioides H.Perrier
4. Arthropodium candidum Raoul
5. Arthropodium cirrhatum (G.Forst.) R.Br.
6. Arthropodium curvipes S.Moore
7. Arthropodium dyeri (Domin) Brittan
8. Arthropodium glareosorum P.F.Horsfall & Jian Wang ter
9. Arthropodium milleflorum (Redouté) J.F.Macbr.
10. Arthropodium minus R.Br.
11. Arthropodium morganiae P.F.Horsfall & Jian Wang ter
12. Arthropodium neocaledonicum Baker
13. Arthropodium sejunctum P.F.Horsfall & Jian Wang ter
14. Arthropodium strictum R.Br.
15. Arthropodium vanleeuwenii S.J.Dillon